# Grönköpings Veckoblad
 Der er for få eller ingen kildehenvisninger i denne artikel, hvilket er et problem. Du kan hjælpe ved at angive troværdige kilder til de påstande, som fremføres i artiklen.

Grönköpings Veckoblad er et humoristisk/satirisk svensk månedsblad, "Sveriges största månatligen utkommande veckotidning" (Sveriges største månedligt udkommende ugeblad). 
Grönköpings Veckoblad blev grundlagt 1902 af Hasse Zetterström og var oprindelig en side i avisen Söndags-Nisse, men er siden 1916 udkommet som en selvstændig avis. De seneste redaktører er Gunnar Ljusterdal (1977-99), Erik Blix (1999–2005) og Olov Norbrink (siden 2006).
I Grönköpings Veckoblad afspejles begivenheder i såvel Sverige som verden i øvrigt som om de var sket i lillebyen Grönköping. Avisen har derfor rapporteret om det mislykkede tunnelbyggeri gennem Gökmassivet od indførelse af vejafgifter for bilister på Västra Tvärgränd. Bynavnet Grönköping var en spøgende betegnelse for den svenske lilleby i almindelighed, som allerede i slutningen af 1800-tallet anvendtes af Albert Engström.
Avisen illustreres udelukkende med passende fotografier og litografier fra tiden omkring 1890–1920.